# エリーザベト・アマーリエ・フォン・エスターライヒ
エリーザベト・アマーリエ・フォン・エスターライヒ（Elisabeth Amalie von Österreich, 1878年7月7日 - 1960年3月13日）は、オーストリア＝ハンガリー帝国の皇族。皇帝フランツ・ヨーゼフ1世の姪、帝位継承者フランツ・フェルディナント大公の異母妹、皇帝カール1世の叔母。リヒテンシュタイン侯フランツ・ヨーゼフ2世の母親。全名はエリーザベト・アマーリエ・オイゲーニア・マリア・テレジア・カロリーネ・ルイーゼ・ヨーゼファ（Elisabeth Amalie Eugenia Maria Theresia Karoline Luise Josepha von Österreich）。

## 生涯
フランツ・ヨーゼフ1世の弟カール・ルートヴィヒ大公と、その3番目の妻でポルトガルの廃王ミゲル1世の娘であるマリア・テレザの間の第二子、次女として生まれた。父にとっては3番目の娘であり、末娘である。
1903年4月20日にウィーンにおいて、リヒテンシュタイン侯子アロイスと結婚した。この結婚を身分不相応だとする声も上がったが、伯父のフランツ・ヨーゼフ皇帝は2人の結婚式に出席し、その席上でリヒテンシュタイン家が正統な統治者の家系であり、自分の姪の嫁ぎ先として相応しいと認めた。皇帝はエリーザベト・アマーリエの長男の洗礼の代父となり、自分の名前を与えた。
夫のアロイスは1923年、長男フランツ・ヨーゼフ2世のために自らのリヒテンシュタイン侯位継承権を放棄したため、エリーザベト・アマーリエはリヒテンシュタイン侯妃にはなれなかった。フランツ・ヨーゼフ2世は1938年、フランツ1世が死ぬとリヒテンシュタイン侯となった。

## 子女
- フランツ・ヨーゼフ2世（1906年 - 1989年） - リヒテンシュタイン侯
- マリー・テレーゼ（1908年 - 1973年）
- カール・アルフレート（1910年 - 1985年）
- ゲオルク・ハルトマン（1911年 - 1988年）
- ウルリヒ（1913年 - 1978年）
- マリー・ヘンリエッテ（1914年 - 2011年）
- アロイス（1917年 - 1967年）
- ハインリヒ（1920年 - 1993年）